# Pranab Mukherjee
Pour les articles homonymes, voir Mukherjee.
Pranab Kumar Mukherjee, né le 11 décembre 1935 à Mirati dans le district de Birbhum (situé dans l'actuel Bengale-Occidental) et mort le 31 août 2020 à New Delhi (Inde), est un homme d'État indien, membre du Congrès national indien (INC), plusieurs fois ministre et treizième président de l'Inde du 25 juillet 2012 au 25 juillet 2017.
Entré en politique grâce à l'appui d'Indira Gandhi, dont il devient l'un des hommes de confiance, en 1969, il adhère au Congrès national indien avant d'être élu une première fois à la Rajya Sabha, la chambre haute du Parlement indien. Il commence ensuite une longue carrière ministérielle durant laquelle il se voit confier d'éminentes responsabilités.
Après l'assassinat d'Indira Gandhi, en 1984, il est pressenti pour lui succéder à la présidence du Congrès mais c'est Rajiv Gandhi, avec lequel il entretient des relations difficiles, qui lui est préféré. Après l'assassinat de ce dernier, sa carrière politique est relancée et il s'impose alors comme un cadre de plus en plus éminent du Congrès, allant jusqu'à contribuer à la victoire de la coalition conduite par son parti lors des élections législatives de 2004.
Fidèle de Manmohan Singh qui lui confie de nouvelles responsabilités gouvernementales, essentiellement régaliennes, il est désigné candidat de l'Alliance progressiste unie à l'élection présidentielle de 2012, il est élu président de l'Inde face à P. A. Sangma, succédant à Pratibha Patil pour un mandat de cinq ans.
Ayant décidé de ne pas se présenter à sa propre succession, il met un terme à sa carrière politique après l'expiration de son mandat présidentiel.

## Biographie

### Origines, études et carrière professionnelle
Né dans une famille de Bengalis, Pranab Mukherjee est le fils de Kinkar Mukhopadhyay Sarani, fervent militant du mouvement indépendantiste indien et membre du Conseil législatif du Bengale-Occidental entre 1952 et 1964 sous les couleurs du Congrès national indien.
Après une formation au Vidyasagar College à Suri, dans le district de Birbhum, il s'inscrit à l'université de Calcutta, au sein de laquelle il étudie l'histoire, les sciences politiques et le droit ; il obtient une maîtrise avant d'entamer une carrière professionnelle.
Occupant un poste de greffier au bureau du comptable général adjoint à Calcutta, il devient, en 1963, professeur de sciences politiques au Vidyanagar College tout en travaillant comme journaliste pour le Desher Dak jusqu'à son entrée en politique.

### Carrière politique

#### Ministre de la Défense
Après la victoire de la coalition emmenée par le Congrès national indien aux élections législatives, Pranab Mukherjee est désigné ministre de la Défense par le nouveau chef du gouvernement Manmohan Singh ; il prend ses fonctions le 22 mai 2004 et les détient jusqu'au 27 octobre 2006. Comme ministre responsables des affaires militaires indiennes, il a contribué à l'élargissement de la coopération associant son pays et les États-Unis. Une note émanant de WikiLeaks et rapportée par le journal Times of India indique que l'administration américaine a loué le « leadership unique » des Forces armées indiennes, en particulier de la Indian Navy, qu'elle attribue en partie à « des ministres comme Mukherjee ».
Malgré une coopération croissante et renforcée avec les États-Unis, Pranab Mukherjee a soutenu que la Russie demeurerait le premier partenaire militaire de l'Inde, affirmant que la continuité de cette situation serait pérenne lors de la cinquième session de la Commission intergouvernementale indo-russe sur la coopération technique militaire (IRIGC-MTC) à Moscou, en 2005.

#### Ministre des Affaires extérieures
Pranab Mukherjee a détenu, à deux reprises, le portefeuille de ministre des Affaires extérieures de 1995 à 1996 puis de 2006 à 2009. Au cours de son premier mandat comme chef de la diplomatie, il contribue à créer un « partenariat de dialogue complet » (Full Dialogue Partner) au sein de l'Association des nations de l'Asie du Sud-Est dans le cadre de la politique étrangère inspirée par le chef du gouvernement indien de l'époque, Narasimha Rao.
Il retourne, une seconde fois, à la tête de la diplomatie indienne en 2006, supervisant, durant ce nouveau mandat, la signature d'un accord nucléaire conclu entre les États-Unis et l'Inde, permettant à celle-ci de participer au commerce nucléaire civil sans avoir signé le traité sur la non-prolifération des armes nucléaires. En outre, Mukherjee a joué un rôle crucial dans la mobilisation de la communauté internationale contre le Pakistan après les attaques terroristes perpétrées à Bombay entre le 26 et le 29 novembre 2008.
Nommé ministre des Finances à l'occasion d'un remaniement ministériel opéré le 24 janvier 2009, il déclare avoir voulu « préparer la diplomatie indienne pour relever les défis d'un monde plus globalisé, interdépendant et incertain ».

#### Ministre du Commerce
À trois reprises, Mukherjee s'est vu confier le portefeuille ministériel du Commerce, de 1980 à 1982, pendant quelques semaines en 1984 puis de 1993 à 1995, dans les gouvernements dirigés par Indira Gandhi dont il est l'un des plus fidèles lieutenants au sein du Congrès national indien. Son troisième mandat, dans les années 1990, est marqué par le rôle prépondérant qu'il a assumé dans l'avancée des négociations portant sur la création de l'Organisation mondiale du commerce.

#### Ministre des Finances

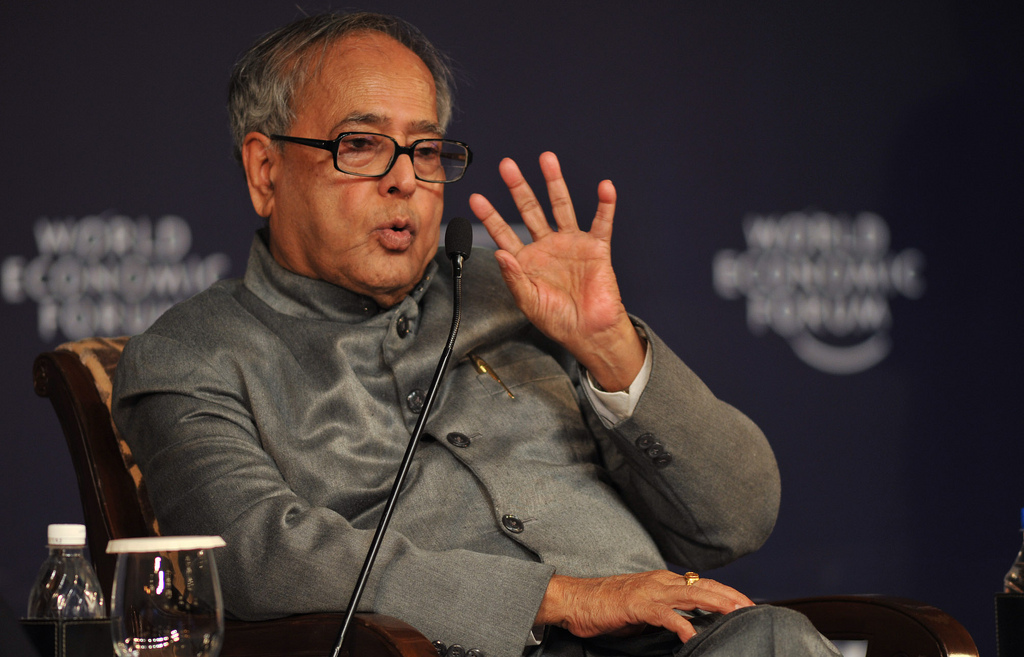
Pranab Mukherjee lors du Forum économique mondial de Davos en 2009.

En 1982, Pranab MMukherjee est désigné ministre des Finances par Indira Gandhi en 1982 ; il détient ce portefeuille jusqu'en 1984. Durant cette période, le pays voit une amélioration notable des finances gouvernementales et Mukherjee obtient du Fonds monétaire international la dernière tranche du premier prêt accordé à l'Inde par l'institution. En outre, c'est lui qui a promulgué la lettre de nomination de Manmohan Singh comme gouverneur de la Banque de réserve de l'Inde en 1982, lequel allait le nommer des années plus tard ministre dans ses gouvernements successifs. Il a toutefois été soupçonné de favoritisme dans un conflit opposant les firmes industrielles Dhirubhai Ambani et Nusli Wadia.
Il a été présenté, dès cette période, comme un réformateur soucieux d'ouvrir l'économie mondiale au libéralisme. Cependant, en 1984, alors que Mukherjee cumulait également depuis quelques semaines le portefeuille du Commerce à celui des Finances, il est congédié par Rajiv Gandhi malgré les qualités de bon gestionnaire qui lui ont été prêtées : ainsi, le magazine international Euromoney le qualifie de « meilleur ministre des Finances au monde ».
Mukherjee a retrouvé, au moins partiellement, la gestion des finances de l'Inde lorsqu'il a été nommé vice-président de la Commission de planification par le Premier ministre P. V. Narasimha Rao ; le poste de président de la Commission étant occupé de facto par le chef du gouvernement, celui de vice-président est doté d'une importance significative. À ce poste, avec le concours du ministre des Finances Manmohan Singh, il supervise de nombreuses réformes économiques pour aider à l'ouverture de l'économie indienne.
En 2009, il retrouve le portefeuille ministériel des Finances dans le gouvernement de Manmohan Singh, qui le charge de réduire la dette publique indienne en proportion du PIB. Il doit, dans le même temps, mettre en œuvre de nombreuses réformes fiscales, imposer une taxe sur les avantages sociaux et une autre sur la transaction des marchandises ; ces réformes sont accueillies favorablement par les grands dirigeants d'entreprise et les économistes même si ceux-ci ont critiqué sévèrement l'introduction d'une fiscalité rétrospective.
Toutefois, il a élargi le financement de plusieurs régies du secteur social comme la Jawaharlal Nehru National Urban Renewal Mission et soutenu des augmentations budgétaires pouvant améliorer l'alphabétisation et l'accès aux soins de santé tout en élargissant plusieurs programmes d'infrastructure comme le National Highway Development Program et la couverture d'électricité. Pour rassurer les investisseurs, Mukherjee a toutefois assuré que l'expansion des dépenses publiques n'avait vocation qu'à se faire temporaire.
En 2010, Mukherjee a été distingué par Emerging Markets, journal d'information pour la Banque mondiale et le Fonds monétaire international, comme « ministre des Finances de l'année pour l'Asie », du fait de « la confiance qu'il a pu inspirer aux investisseurs, [de] ses réformes des prix des carburants, [de] la transparence fiscale et [des] stratégies de croissance inclusive ». Le mensuel The Banker l'a également reconnu comme le « ministre des Finances de l'année ».
Toutefois, les dernières années de Mukherjee au ministère des Finances paraissent plus mitigées ; la chaîne indienne NDTV fait remarquer, en juin 2012, après sa démission, qu'il a été « confronté à plusieurs décisions pour lesquelles les choix politiques étaient accablés par les impératifs économiques ».

#### Président de l'Inde

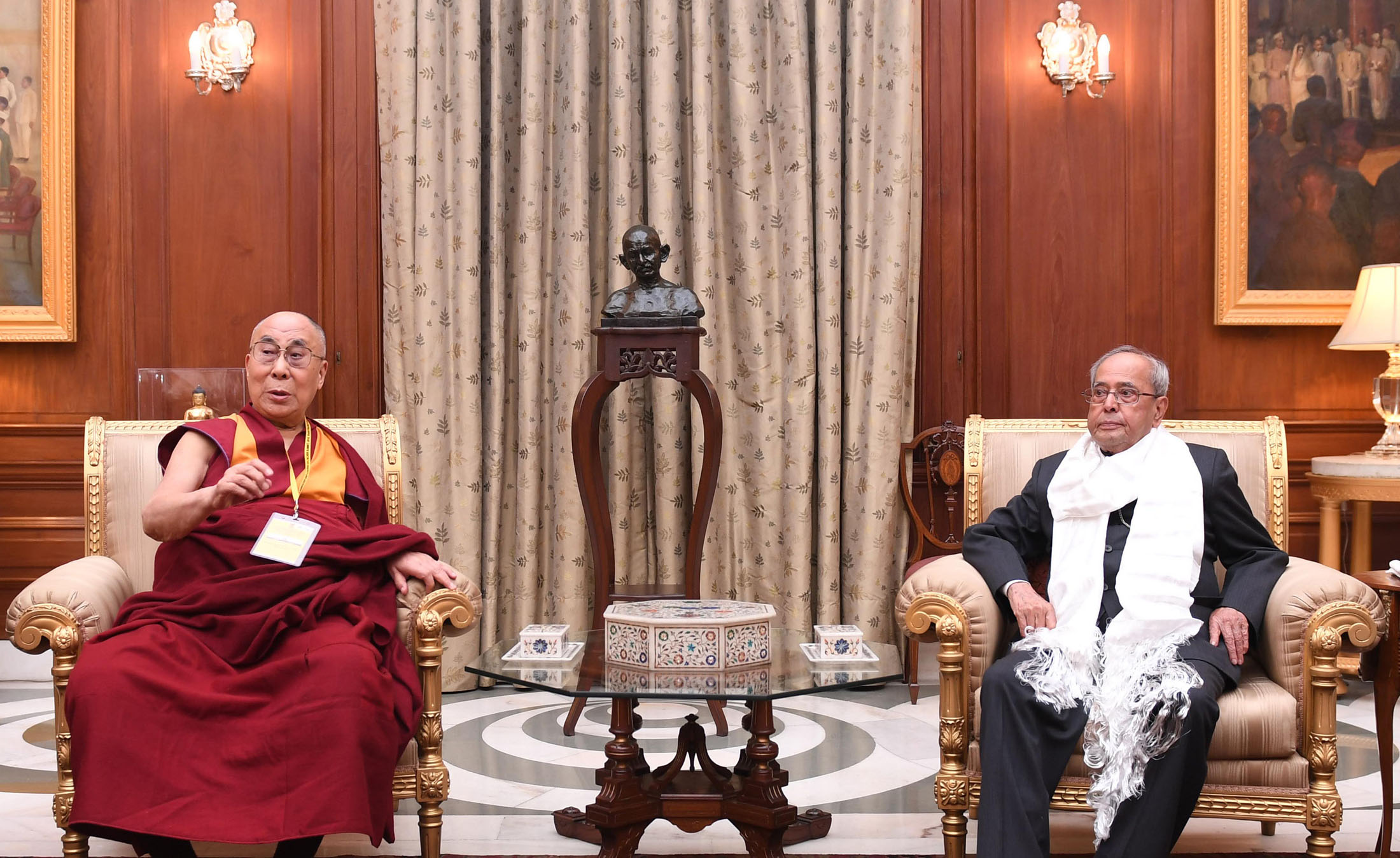
Le 14e dalaï-lama et Pranab Mukherjee à Rashtrapati Bhavan à New Delhi le 11 12 2016.

Pranab Mukherjee est nommé le 15 juin 2012, candidat à la présidence de l'Inde par l'Alliance progressiste unie (UPA), au terme d'un processus de sélection largement suivi par les médias indiens. Soucieux de se consacrer à sa candidature pour l'élection présidentielle du 19 juillet 2012, il quitte le gouvernement le 26 juin précédent.
Le jour de l'élection, Mukherjee recueille 713 763 voix, soit 69,3 % des suffrages exprimés des grands électeurs conviés au vote, contre 315 987 suffrages pour son unique concurrent, P. A. Sangma, soutenu pour sa part par la coalition d'opposition, l'Alliance démocratique nationale. Il est investi dans ses fonctions le 25 juillet 2012 pour un mandat de cinq ans, succédant à Pratibha Patil. Il devient le premier Bengali à accéder à la magistrature suprême indienne.
Le 11 décembre 2016, il rencontre le 14e dalaï-lama.

### Famille
De son mariage avec Suvra Mukherjee, célébré le 13 juillet 1957, Pranab Mukrherjee est le père de trois enfants. Née en 1940, Suvra Mukherjee est née et a grandi à Narail, au Bangladesh. Âgée de dix ans, elle a immigré à Kolkata avant d'épouser Pranab Mukherjee. Elle est décédée le 18 août 2015, à l'âge de 84 ans, d'une insuffisance cardiaque.